# Witold Sosnowski
Witold Kazimierz Sosnowski ps. Witold (ur. 16 grudnia 1904 w Warszawie, zm. 1941 w KL Auschwitz) – matematyk, nauczyciel i wykładowca akademicki, instruktor harcerski, współzałożyciel organizacji harcerskiej „Wigry”.
Był synem zoologa Jana Kazimierza Sosnowskiego i Wandy z Nowakowskich. Uczył się w szkole Anders-Puchaczewskiej w Warszawie, następnie w Szkole Ziemi Mazowieckiej i w gimnazjum Emiliana Konopczyńskiego (od r. 1919 Gimnazjum Państwowym im. Adama Mickiewicza), w którym w 1923 uzyskał maturę.
W czasie nauki w gimnazjum wstąpił do harcerstwa. Był drużynowym działającej w tej szkole 3 Warszawskiej Drużyny Harcerskiej im. ks. Józefa Poniatowskiego, jednym z jego podopiecznych był późniejszy naczelnik Szarych Szeregów Stanisław Broniewski.
W 1920 przez dwa miesiące brał udział w wojnie polsko-bolszewickiej jako ochotnik.
Ukończył studia matematyczne na Wydziale Matematyczno-Przyrodniczym Uniwersytetu Warszawskiego. Od października 1928 do sierpnia 1934 był asystentem w II katedrze geometrii wykreślnej Politechniki Warszawskiej. Równocześnie uczył przedmiotów matematycznych w Państwowej Szkole Ceramicznej (w 1930) i w Państwowej Szkole Chemiczno-Przemysłowej (1931). W 1932 otrzymał tytuł doktora filozofii na podstawie rozprawy Geometria rzutowa tworów urojonych płaskich, napisanej pod kierunkiem Kazimierza Żórawskiego.
W 1933 został adiunktem w Katedrze Matematyki na Wydziale Elektrycznym Politechniki Warszawskiej. W tym samym roku, po zdaniu przed Państwową Komisją Egzaminacyjną egzaminu na nauczyciela szkół średnich z zakresu matematyki, został nauczycielem matematyki w prywatnym Gimnazjum św. Stanisława Kostki (1933–1936, jego uczniem był tam Władysław Bartoszewski, z którym później byli więźniami obozu koncentracyjnego Auschwitz), matematyki i fizyki w Państwowej Szkole Drogowej (1933–1934) i geometrii wykreślnej w Państwowej Szkole Technicznej, Lotniczej i Samochodowej (1933–1934). W 1935 powrócił do pracy na Wydziale Mechanicznym PW – był starszym asystentem w Zakładzie Geometrii Wykreślnej, a w 1936 został adiunktem i objął kierownictwo zakładu. Prowadził wykłady i ćwiczenia z geometrii wykreślnej. Dodatkowo w roku akademickim 1937/1938 pełnił obowiązki starszego asystenta w Zakładzie Matematyki na Wydziale Inżynierii. Równocześnie od 1936 wykładał w Państwowej Wyższej Szkole Budowy Maszyn i Elektrotechniki im. H. Wawelberga i S. Rotwanda, a od 1938 był instruktorem matematyki Ministerstwa Wyznań Religijnych i Oświecenia Publicznego.
W Związku Harcerstwa Polskiego w latach 30. działał w Chorągwi Warszawskiej i Głównej Kwaterze. Był jednym z kierowników kursów instruktorskich nad jeziorem Wigry. Należał do grupy prosanacyjnych instruktorów chorągwi, niechętnej ówczesnemu kierownictwu Głównej Kwatery Męskiej ZHP. Był w 1929 współwydawcą pisma „Straż nad Wisłą”, z tego względu został w 1930 usunięty z Głównej Kwatery. W 1936 został komendantem Hufca Warszawa-Wola.
Wiosną 1939 wskutek konfliktu między Chorągwią Warszawską a naczelnymi władzami ZHP (tzw. sprawa Władysława Ludwiga), znalazł się w grupie ponad stu warszawskich instruktorów, którzy opowiadając się po stronie Ludwiga wystąpili z ZHP.
W sierpniu 1939 ze względu na zły stan zdrowia nie został objęty mobilizacją i pozostał w Warszawie. Tuż po kapitulacji miasta był współzałożycielem niezależnej od ZHP konspiracyjnej organizacji harcerskiej „Wigry” (późniejszego Batalionu Harcerskiego Wigry). Powierzono mu sprawy programowe i ideologiczne. Na przełomie 1939 i 1940 z ramienia „Wigier” uczestniczył w rozmowach z Komendą Chorągwi Warszawskiej ZHP o zjednoczeniu ruchu harcerskiego, początkowo bezowocnych – do połączenia doszło dopiero w 1943.
O świcie 19 września 1940 został aresztowany przez Niemców podczas obławy we własnym domu na terenie Kolonii Staszica. Osadzono go w koszarach przy ul. Szwoleżerów. Dwa dni później został wysłany transportem do obozu koncentracyjnego Auschwitz, gdzie nadano mu numer obozowy 5263. Pomimo wielokrotnych starań nie zdołano go uwolnić. W obozie pracował w komandzie budującym komory gazowe. Zginął prawdopodobnie 17 sierpnia 1941 (zdaniem rodziny mogło to nastąpić w październiku), gdy po ukończeniu komory Niemcy, aby wypróbować jej szczelność, zagazowali wewnątrz budowniczych.
Dla uczczenia pamięci Witolda Sosnowskiego jego imię nadano jednej z kompanii Batalionu Harcerskiego Armii Krajowej „Wigry”.
Był żonaty z Marią z Jaroszewiczów, miał syna Andrzeja (1933–1985), inżyniera łączności, pracownika Wojskowej Akademii Technicznej, oraz dwie córki: Zofię i Małgorzatę. Jego wnukiem jest pisarz i publicysta Jerzy Sosnowski.